# Escadron d'hélicoptères 4/67 Durance

L'escadron d'hélicoptères 4/67 Durance est une ancienne unité volante de l'armée de l'air dissoute en août 1998. 

## Historique
Cet escadron a repris les traditions de l'escadron d'hélicoptères 1/65 créé en 1954 et dissous en 1958 :
- 1er mai 1976 : création du 4/67 sur la BA 200 d'Apt-Saint Christol en support du 1er Groupement de Missiles Stratégiques du Plateau d'Albion
- 28 mai 1976 : l'EH est baptisé "Durance"
- 31 août 1998 : dissolution en même temps que la 95e Escadre de missiles stratégiques (nouvelle désignation du 1er GMS)

## Bases
- 1976-1998 : BA 200 Apt-Saint Christol

## Appareils
- SE.3130 Alouette II
- MH.1521M Broussard
- SA330Ba Puma
- AS555UN Fennec